# Gewone tenrek
De gewone tenrek (Tenrec ecaudatus) is een zoogdier uit de familie tenreks dat voorkomt op Madagaskar en nabijgelegen eilanden. Het is de grootste en meest voorkomende lid van de familie. De wetenschappelijke naam van de soort werd voor het eerst geldig gepubliceerd door Johann Christian von Schreber in 1778.

## Beschrijving
De kleur van de gewone tenrek kan lokaal variëren van grijsbruin tot roodbruin. Ze hebben geen stekelvacht (zoals de egel) maar een borstelachtige vacht met hier en daar een stekel. Met hun lengte (25 tot 39 cm) en gewicht (1,6 tot 2,4 kg) zijn ze de grootste tenreks. De voorpoten zijn langer dan de achterpoten en ze hebben een staart van ongeveer 1,5 cm. De algehele vorm doet denken aan een kruising tussen egel en spitsmuis.

## Voedsel
De gewone tenrek is meestal 's nachts actief en voedt zich voornamelijk met insecten, maar ook bladeren, vruchten, reptielen, amfibieën en kleine zoogdieren. Het is dus een omnivoor. Met zijn lange, beweeglijke snuit en gevoelige snorharen worden holletjes e.d. afgespeurd op zoek naar voedsel. Bij gevaar schreeuwt het dier en zet de stekelige nekharen overeind, maakt wilde sprongen en bijt om zich heen. Overdag verblijft het dier in een met gras en bladeren gemaakt nest onder een boomstam, rots of struik.

## Voortplanting
De draagtijd bedraagt 50 tot 60 dagen. Na deze periode werpt het vrouwtje tien tot twaalf zwart-wit gestreepte jongen.

## Verspreiding
De gewone tenrek is inheems op Madagaskar en de Comoren. Op Réunion, Mauritius en de Seychellen is hij door de mens geïntroduceerd.
Het leefgebied van de gewone tenrek is vaak in de buurt van water op plaatsen waar veel lage begroeiing is. Op heel Madagaskar wordt deze tenrek gevonden, behalve in het droge zuiden.

## Galerij

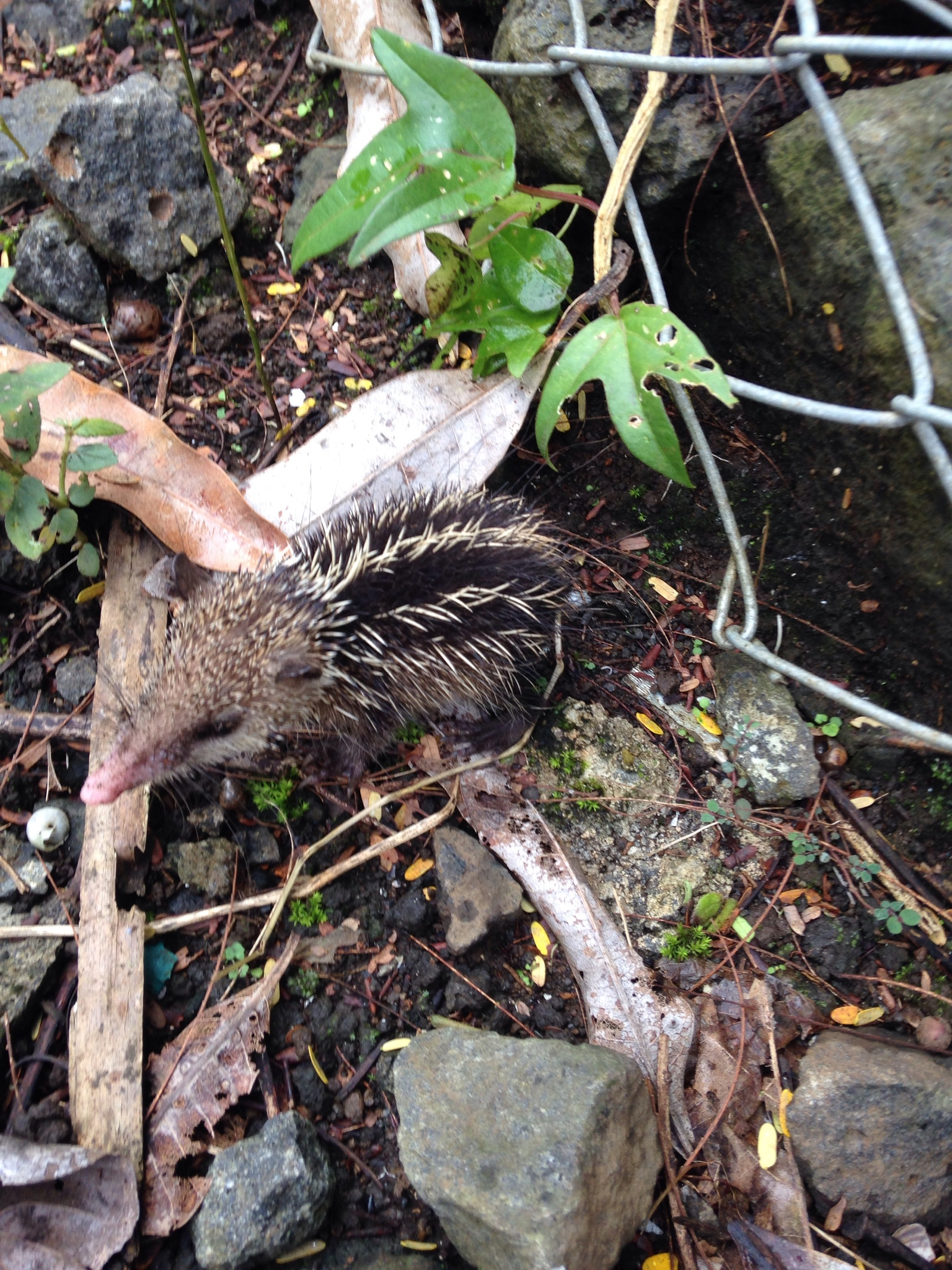
Scharrelende tenrek op Mauritius